# Uhlířov
Uhlířov (niem. Köhlersdorf) – gmina w Czechach, w powiecie Opawa, w kraju morawsko-śląskim. Według danych z dnia 1 stycznia 2012 liczyła 346 mieszkańców.
Miejscowość została po raz pierwszy wzmiankowana w 1389. Była jedną z tzw. morawskich enklaw na Śląsku (cypla w okolicy Litultovic).

## Galeria

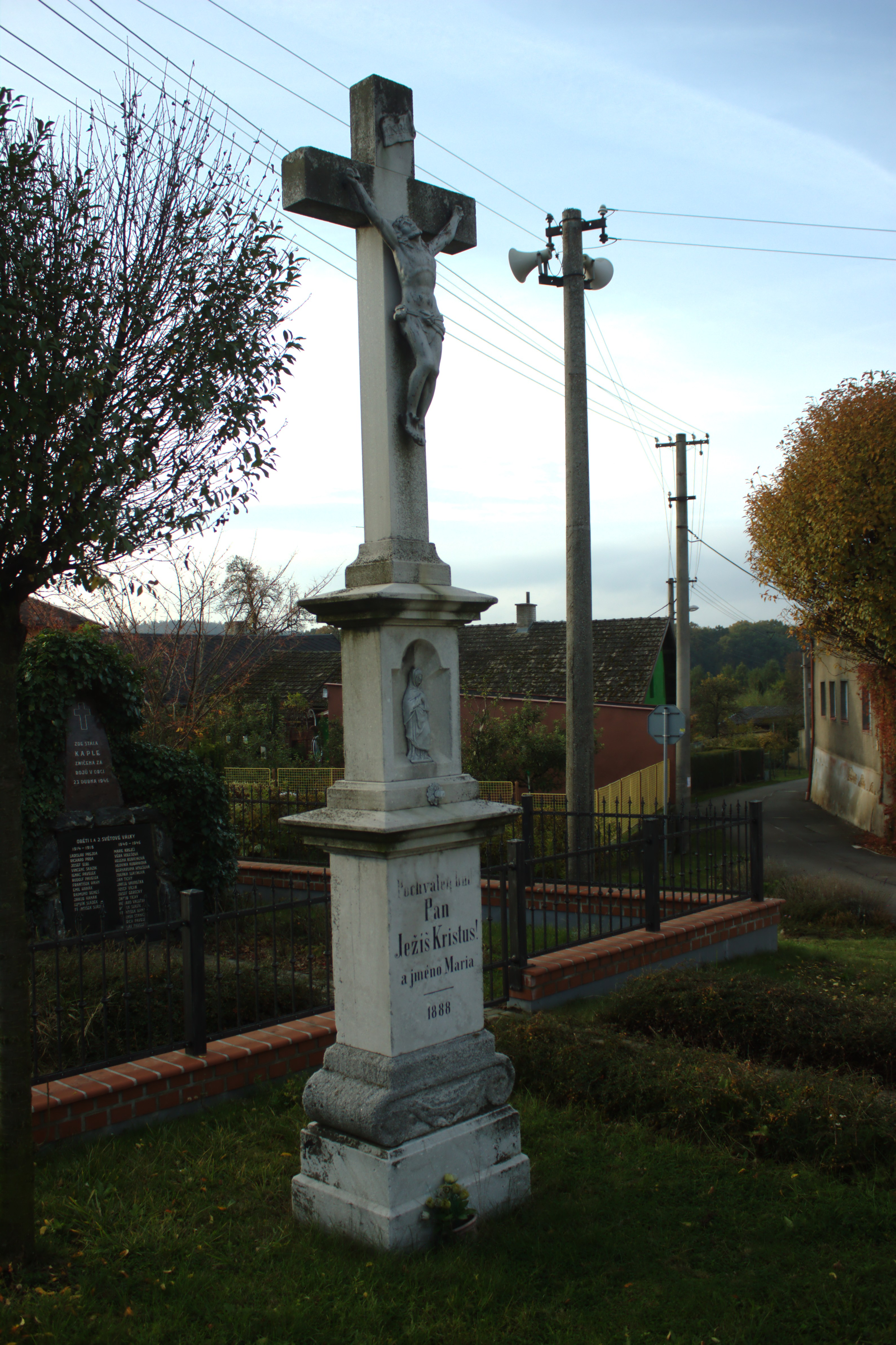
Krzyż
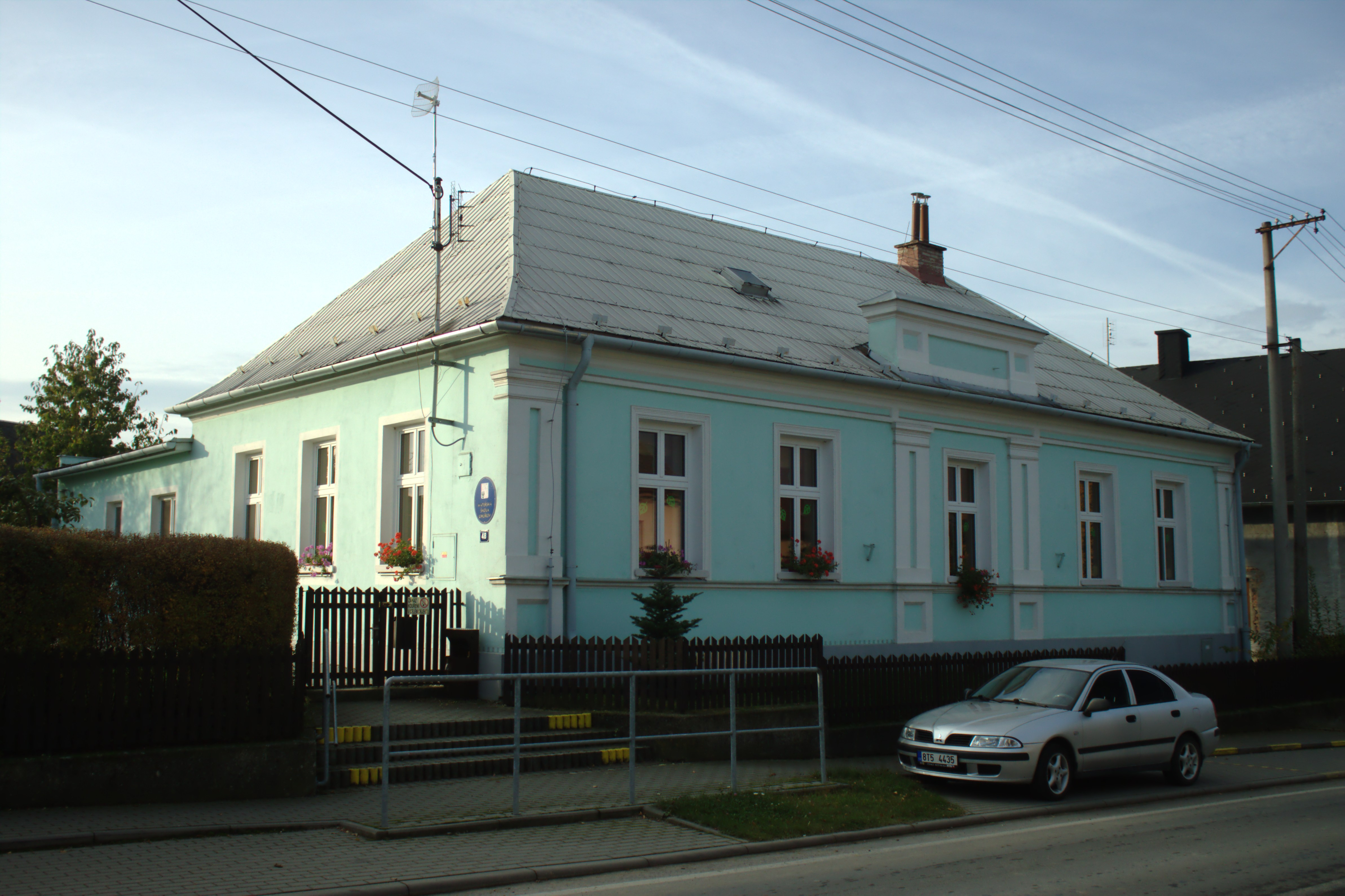
Przedszkole
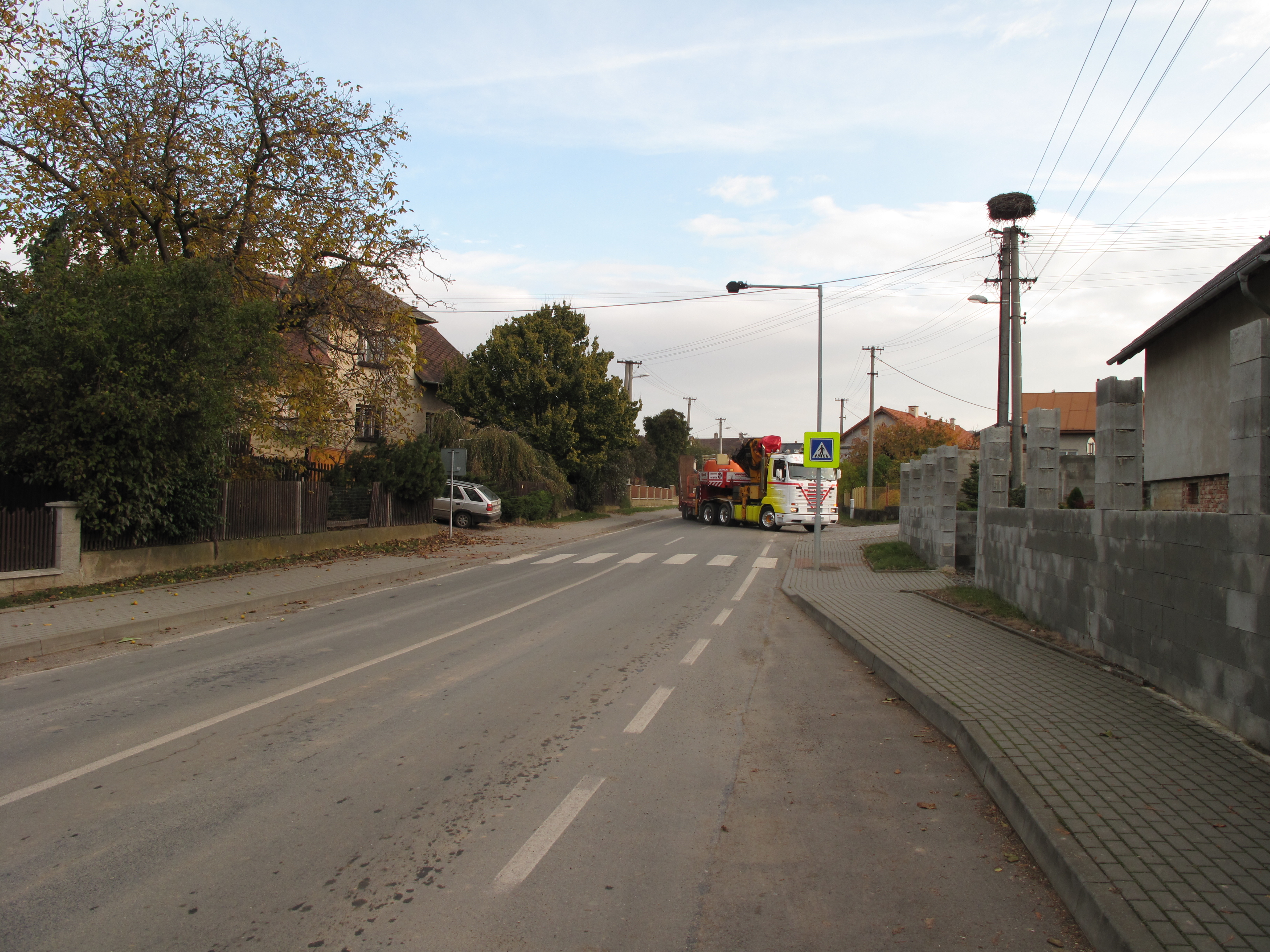
Ulica